# Nils Myrén
Nils Myrén, född 4 februari 1921 i Älgå, Värmland, död 2014, var en svensk kirurg och träsnidare.
Myrén studerade till läkare i Uppsala och Stockholm. Därefter anställdes han som läkare i Örebro; perioden 1953–1956 arbetade han i Korea. 1960 anställdes han som företagsläkare på Saab; därefter arbetade han på Trollhättans lasarett varvat med några år på Vänersborgs lasarett.  
Som konstnär arbetade han med små träskulpturer; han har utfört en serie skulpturer i temat Likvakan, Djävulsdansen, Begravningen och Kon, som slickar på graven. Det har blivit en unik samling skulpturer med starkt personligt uttryck. Separat hade han utställningen Träsnidaren från Älgå på Rackstadmuseet i Arvika 2009.